# Az FC Sopron 2003–2004-es szezonja
Az FC Sopron 2003–2004-es szezonja szócikk az FC Sopron első számú férfi labdarúgócsapatának egy szezonjáról szól.

## Mérkőzések
| Színmagyarázat | Színmagyarázat |
| -------------- | -------------- |
|                | Győzelem.      |
|                | Döntetlen.     |
|                | Vereség.       |

### Arany Ászok Liga 2003–04

#### Őszi fordulók
| 1. forduló 2003. július 25. |

| MTK Hungária                    | 2 – 1   | FC Sopron                         |
| ------------------------------- | ------- | --------------------------------- |
| Szabó 59' Carlos 77' Molnár 38' | (0 – 1) | Sifter 22' Horváth 40′ Bagoly 78' |

| Hidegkuti Nándor Stadion, Budapest Nézőszám: 2 500 Játékvezető: Megyebíró János (magyar) |

| 2. forduló 2003. augusztus 2. |

| Újpest     | 1 – 3   | FC Sopron                                                |
| ---------- | ------- | -------------------------------------------------------- |
| Szanyó 43' | (1 – 1) | Baumgartner 26' Sira 55' Balaskó 77' Tóth 14' Bagoly 36' |

| Megyeri út, Budapest Nézőszám: 3 858 Játékvezető: Sápi Csaba (magyar) |

| 3. forduló 2003. augusztus 9. 20:00 |

| Debreceni VSC         | 0 – 0               | FC Sopron                    |
| --------------------- | ------------------- | ---------------------------- |
| Sándor 46' Vincze 55' | (0 – 0) Jegyzőkönyv | Tóth 33' Bagoly 64' Pető 84' |

| Oláh Gábor utcai stadion, Debrecen Nézőszám: 6 500 Játékvezető: Erdős József (magyar) |

| 4. forduló 2003. augusztus 23. |

| Zalaegerszegi TE                                              | 1 – 3   | FC Sopron                                       |
| ------------------------------------------------------------- | ------- | ----------------------------------------------- |
| Gyánó 10' Józsi 3' Nagy 26' Csóka 73′ Szamosi 89' Balog 90+2' | (1 – 0) | Balaskó 76' Cseke 87' 90+3' Pintér 33' Sira 81' |

| ZTE Aréna, Zalaegerszeg Nézőszám: 4 500 Játékvezető: Arany Tamás (magyar) |

| 5. forduló 2003. augusztus 31. |

| FC Sopron                                       | 3 – 1   | Pécsi MFC    |
| ----------------------------------------------- | ------- | ------------ |
| Tóth 29' 67' Baumgartner 39' Sira 21' Lazić 48' | (2 – 0) | Mihalecz 82' |

| Káposztás utcai Stadion, Sopron Nézőszám: 4 800 Játékvezető: Juhos Attila (magyar) |

| 6. forduló 2003. szeptember 14. |

| Ferencváros                 | 2 – 0               | FC Sopron              |
| --------------------------- | ------------------- | ---------------------- |
| Jović 17' Sasu 65' Rósa 75' | (1 – 0) Jegyzőkönyv | Bagoly 49' Balaskó 64' |

| Üllői út, Budapest Nézőszám: zárt kapus Játékvezető: Szarka Zoltán (magyar) |

| 7. forduló 2003. szeptember 20. |

| FC Sopron                       | 1 – 2   | Győri ETO                                                                 |
| ------------------------------- | ------- | ------------------------------------------------------------------------- |
| Tóth 29' Hanák 13' Lambulić 86' | (1 – 2) | Nyicsenko 10' 73' Bajevszki 36' Miriuţă 16' Böjte 30' Nyilas 33' Geri 39' |

| Káposztás utcai Stadion, Sopron Nézőszám: 5 000 Játékvezető: Kiss Béla (magyar) |

| 8. forduló 2003. szeptember 28. |

| Haladás   | 0 – 0   | FC Sopron                                  |
| --------- | ------- | ------------------------------------------ |
| Seper 47' | (0 – 0) | Cseke 22' Lambulić 33' Pintér 63' Sira 79' |

| Rohonci úti stadion, Szombathely Nézőszám: 5 000 Játékvezető: Erdős József (magyar) |

| 9. forduló 2003. október 4. |

| FC Sopron                                 | 2 – 1   | BFC Siófok                                 |
| ----------------------------------------- | ------- | ------------------------------------------ |
| Balaskó 39' Tóth 90+2' Grósz 26' Pető 83' | (1 – 1) | Kuttor 43' Kovács 51' Virág 69' Juhász 84' |

| Káposztás utcai Stadion, Sopron Nézőszám: 4 200 Játékvezető: Szabó Zsolt (magyar) |

| 10. forduló 2003. október 19. |

| Videoton                                        | 2 – 0   | FC Sopron |
| ----------------------------------------------- | ------- | --------- |
| Voicu 18' Dvéri 90' Magasföldi 16' Schwarcz 28' | (1 – 0) | Lazić 18' |

| Sóstói Stadion, Székesfehérvár Nézőszám: 3 000 Játékvezető: Világi Balázs (magyar) |

| 11. forduló 2003. december 6. |

| FC Sopron                             | 2 – 2   | Előre FC Békéscsaba                           |
| ------------------------------------- | ------- | --------------------------------------------- |
| Sifter 18' 72' Horváth 58' Bagoly 75' | (1 – 1) | Javrujan 45' 69' Kovács B. 67' 48' Vincze 77' |

| Káposztás utcai Stadion, Sopron Nézőszám: 2 000 Játékvezető: Szabó Zsolt (magyar) |

| 12. forduló 2003. november 2. |

| FC Sopron            | 2 – 1   | MTK Hungária         |
| -------------------- | ------- | -------------------- |
| Pető 9' Sira 45' 76' | (2 – 0) | Illés 51' Juhász 84' |

| Káposztás utcai Stadion, Sopron Nézőszám: 3 200 Játékvezető: Bede Ferenc (magyar) |

| 13. forduló 2003. november 8. |

| FC Sopron           | 1 – 1   | Újpest                        |
| ------------------- | ------- | ----------------------------- |
| Tóth 81' Bagoly 70' | (0 – 0) | Rajczi 71' Juhár 80' Nagy 82' |

| Káposztás utcai Stadion, Sopron Nézőszám: 4 200 Játékvezető: Hajdó Attila (magyar) |

| 14. forduló 2003. november 15. 16:00 |

| FC Sopron                    | 1 – 3               | Debreceni VSC                                            |
| ---------------------------- | ------------------- | -------------------------------------------------------- |
| Bausz 73' Lazić 52' Pető 61' | (0 – 2) Jegyzőkönyv | Dombi 30' Sándor 38' Halmosi 66' 67' Habi 23' Bajzát 45' |

| Káposztás utcai Stadion, Sopron Nézőszám: 3 000 Játékvezető: Kassai Viktor (magyar) |

| 15. forduló 2003. november 22. |

| FC Sopron                             | 2 – 1   | Zalaegerszegi TE             |
| ------------------------------------- | ------- | ---------------------------- |
| Lambulić 31' Tóth 80' Baumgartner 57' | (1 – 0) | Sabo 62' Nagy 38' Babati 49' |

| Káposztás utcai Stadion, Sopron Nézőszám: 2 500 Játékvezető: Solymosi Péter (magyar) |

| 16. forduló 2003. november 29. |

| Pécsi MFC                          | 2 – 0   | FC Sopron   |
| ---------------------------------- | ------- | ----------- |
| Horváth Gy. 56' Pest 72' Berdó 85' | (0 – 0) | Balaskó 56′ |

| PMFC Stadion, Pécs Nézőszám: 3 000 Játékvezető: Szarka Zoltán (magyar) |

#### Tavaszi fordulók
| 17. forduló 2004. március 7. |

| FC Sopron                   | 0 – 0               | Ferencváros                                           |
| --------------------------- | ------------------- | ----------------------------------------------------- |
| Vasas 2' Fehér 27' Sira 47' | (0 – 0) Jegyzőkönyv | Rósa 2' Kapič 15' Lipcsei 21' Tököli 56' Dragóner 88' |

| Káposztás utcai Stadion, Sopron Nézőszám: 4 000 Játékvezető: Kassai Viktor (magyar) |

| 18. forduló 2004. március 13. |

| Győri ETO                           | 3 – 1   | FC Sopron                                       |
| ----------------------------------- | ------- | ----------------------------------------------- |
| Priskin 56' Stark 77' 81' Böjte 61' | (0 – 0) | Huszti 54' 75' Fehér 5' Vasas 13' Pető 63′, 70′ |

| Rába ETO Stadion, Győr Nézőszám: 2 600 Játékvezető: Makai János (magyar) |

| 19. forduló 2004. március 20. |

| FC Sopron                                                | 5 – 0   | Haladás                |
| -------------------------------------------------------- | ------- | ---------------------- |
| Pintér 8' Balaskó 18' Tóth 75' Huszti 79' 84' Bagoly 11' | (2 – 0) | Szűcs 2' Farkas A. 57' |

| Káposztás utcai Stadion, Sopron Nézőszám: 3 600 Játékvezető: Bede Ferenc (magyar) |

| 20. forduló 2004. március 27. |

| BFC Siófok | 0 – 0   | FC Sopron |
| ---------- | ------- | --------- |
| Kuttor 55' | (0 – 0) | Fehér 27' |

| Révész Géza utcai stadion, Siófok Nézőszám: 1 500 Játékvezető: Fábián Mihály (magyar) |

| 21. forduló 2004. április 3. |

| FC Sopron                                                      | 5 – 0   | Videoton                         |
| -------------------------------------------------------------- | ------- | -------------------------------- |
| Huszti 7' Pető 47' Sira 53' Tóth 72' 90' Balaskó 27' Lazić 56' | (1 – 0) | Szalai 6' Kóczián 26' Vochin 39' |

| Káposztás utcai Stadion, Sopron Nézőszám: 3 800 Játékvezető: Vad II. István (magyar) |

| 22. forduló 2004. április 7. |

| Előre FC Békéscsaba                           | 3 – 3   | FC Sopron                                      |
| --------------------------------------------- | ------- | ---------------------------------------------- |
| Szeverényi 14' Kovács B. 33' 82' Bánföldi 18' | (2 – 1) | Vasas 16' 73' Balaskó 48' Sira 74′ Horváth 90' |

| Kórház utcai stadion, Békéscsaba Nézőszám: 1 500 Játékvezető: Solymosi Péter (magyar) |

| 23. forduló (rájátszás) 2004. április 10. |

| Ferencváros              | 3 – 0               | FC Sopron  |
| ------------------------ | ------------------- | ---------- |
| Botis 30' Tököli 51' 79' | (1 – 0) Jegyzőkönyv | Huszti 32′ |

| Üllői út, Budapest Nézőszám: 5 963 Játékvezető: Szarka Zoltán (magyar) |

| 24. forduló (rájátszás) 2004. április 17. 18:00 |

| FC Sopron                         | 2 – 3               | Debreceni VSC                                                          |
| --------------------------------- | ------------------- | ---------------------------------------------------------------------- |
| Tóth 28' 43' (11-esből) Vasas 16' | (2 – 3) Jegyzőkönyv | Andorka 20' 34' Bernáth 29' Madar 10' Vincze 53' Nikolov 80' Tomić 89' |

| Káposztás utcai Stadion, Sopron Nézőszám: 4 000 Játékvezető: Megyebíró János (magyar) |

| 25. forduló (rájátszás) 2004. április 21. |

| Újpest                         | 2 – 1   | FC Sopron                                        |
| ------------------------------ | ------- | ------------------------------------------------ |
| Grósz 11' (öngól) Bükszegi 19' | (2 – 1) | Sifter 24' 45' Fehér 35' Bagoly 67' Lambulić 89' |

| Megyeri út, Budapest Nézőszám: 2 105 Játékvezető: Ábrahám Attila (magyar) |

| 26. forduló (rájátszás) 2004. május 1. |

| MTK Hungária        | 1 – 2   | FC Sopron                     |
| ------------------- | ------- | ----------------------------- |
| Füzi 28' Juhász 67' | (1 – 1) | Huszti 5' Tóth 90+1' Sira 54' |

| Hidegkuti Nándor Stadion, Budapest Nézőszám: 1 000 Játékvezető: Arany Tamás (magyar) |

| 27. forduló (rájátszás) 2004. május 8. |

| FC Sopron                                     | 3 – 0   | BFC Siófok                                         |
| --------------------------------------------- | ------- | -------------------------------------------------- |
| Tóth 29' 72' Balaskó 87' Bagoly 32' Grósz 76' | (1 – 0) | Virág 22′, 59′ László 51' Kőrösi 53' Bajevszki 80' |

| Káposztás utcai Stadion, Sopron Nézőszám: 3 200 Játékvezető: Saskőy Szabolcs (magyar) |

| 28. forduló (rájátszás) 2004. május 12. |

| FC Sopron                      | 2 – 2               | Ferencváros                    |
| ------------------------------ | ------------------- | ------------------------------ |
| Horváth 14' Sira 54' Fehér 33' | (1 – 0) Jegyzőkönyv | Dragóner 48' 57' 80' Kapič 39' |

| Káposztás utcai Stadion, Sopron Nézőszám: 6 000 Játékvezető: Makai János (magyar) |

| 29. forduló (rájátszás) 2004. május 15. 19:00 |

| Debreceni VSC | 1 – 2               | FC Sopron                     |
| ------------- | ------------------- | ----------------------------- |
| Sándor 19'    | (1 – 1) Jegyzőkönyv | Tóth 11' Bagoly 64' Grósz 52' |

| Oláh Gábor utcai stadion, Debrecen Nézőszám: 6 500 Játékvezető: Juhos Attila (magyar) |

| 30. forduló (rájátszás) 2004. május 19. |

| FC Sopron | 1 – 1   | Újpest                           |
| --------- | ------- | -------------------------------- |
| Tóth 76'  | (0 – 0) | Polonkai 83' Farkas 32' Nagy 87' |

| Káposztás utcai Stadion, Sopron Nézőszám: 5 500 Játékvezető: Arany Tamás (magyar) |

| 31. forduló (rájátszás) 2004. május 22. |

| FC Sopron                                                       | 4 – 1   | MTK Hungária                                          |
| --------------------------------------------------------------- | ------- | ----------------------------------------------------- |
| Tóth 21' Sifter 28' Bagoly 55' Balaskó 63' Fehér 77' Pintér 86' | (2 – 1) | Szabó 37' Juhász 53' Jezdimirović 55' Carlos 77′, 81′ |

| Káposztás utcai Stadion, Sopron Nézőszám: 3 800 Játékvezető: Ábrahám Attila (magyar) |

| 32. forduló (rájátszás) 2004. május 27. |

| BFC Siófok | 0 – 1   | FC Sopron                        |
| ---------- | ------- | -------------------------------- |
| Juhász 79' | (0 – 0) | Huszti 65' Balaskó 17' Lazić 40' |

| Révész Géza utcai stadion, Siófok Nézőszám: 1 000 Játékvezető: Megyebíró János (magyar) |

#### Végeredmény (Felsőház)
| # | Csapat          | J  | Gy | D  | V  | Rg | Kg | Gk  | P  | Megjegyzés                              |
| - | --------------- | -- | -- | -- | -- | -- | -- | --- | -- | --------------------------------------- |
| 1 | Ferencvárosi TC | 32 | 16 | 9  | 7  | 44 | 30 | +14 | 57 | Bajnok, 2004-2005-ös BL 2. selejtezőkör |
| 2 | Újpest FC       | 32 | 15 | 11 | 6  | 48 | 29 | +19 | 56 | 2004–2005-ös UEFA-kupa 2. selejtezőkör  |
| 3 | Debreceni VSC   | 32 | 16 | 8  | 8  | 51 | 32 | +19 | 56 | 2004-es Intertotó-kupa                  |
| 4 | BFC Siófok      | 32 | 14 | 8  | 10 | 34 | 24 | +10 | 50 |                                         |
| 5 | Matáv Sopron    | 32 | 13 | 9  | 10 | 53 | 42 | +11 | 48 | 2004-es Intertotó-kupa                  |
| 6 | MTK Budapest    | 32 | 11 | 11 | 10 | 42 | 40 | +2  | 44 |                                         |

#### Eredmények összesítése
Az alábbi táblázatban összesítve szerepelnek az FC Sopron 2003/04-es bajnokságban elért eredményei.
| Ősz/tavasz (forduló)    | Otthon | Otthon | Otthon | Otthon | Otthon | Otthon | Otthon | Idegenben | Idegenben | Idegenben | Idegenben | Idegenben | Idegenben | Idegenben |
| Ősz/tavasz (forduló)    | M      | GY     | D      | V      | LG–KG  | GK     | P      | M         | GY        | D         | V         | LG–KG     | GK        | P         |
| ----------------------- | ------ | ------ | ------ | ------ | ------ | ------ | ------ | --------- | --------- | --------- | --------- | --------- | --------- | --------- |
| Őszi szezon (1–16.)     | 8      | 4      | 2      | 2      | 14–12  | +2     | 14     | 8         | 2         | 2         | 4         | 7–10      | –3        | 8         |
| Tavaszi szezon (17–32.) | 8      | 4      | 3      | 1      | 22–7   | +15    | 15     | 8         | 3         | 2         | 3         | 10–13     | –3        | 11        |
| Összesen (1–32.)        | 16     | 8      | 5      | 3      | 36–19  | +17    | 29     | 16        | 5         | 4         | 7         | 17–23     | –6        | 19        |

### Magyar kupa
4. forduló
| 2003. október 29. |

| Szentlőrinc | 0 – 1   | FC Sopron                                     |
| ----------- | ------- | --------------------------------------------- |
|             | (0 – 0) | Sira 90+7' 68' Bagoly 17' Lazić 18' Hegyi 62' |

| Szentlőrinc Nézőszám: 500 Játékvezető: Arany Tamás (magyar) |

Negyeddöntő
| 2004. március 17. |

| Vasas                                     | 2 – 1   | FC Sopron                                          |
| ----------------------------------------- | ------- | -------------------------------------------------- |
| Győri 47' Hámori 66' Bardi 67' Kovrig 76' | (0 – 0) | Sira 84' Pető 45' Pintér 53' Bagoly 67' Huszti 85' |

| Illovszky Rudolf Stadion, Budapest Nézőszám: 1 500 Játékvezető: Juhos Attila (magyar) |

## Külső hivatkozások
- A csapat hivatalos honlapja (magyarul)